# Fevzi Çakmak
Mustafa Fevzi Çakmak (né à Constantinople le 12 janvier 1876 et mort le 12 avril 1950) est un militaire et une personnalité politique ottomane et turque. Il est l'un des trois fondateurs de la république de Turquie avec Mustafa Kemal Atatürk et İsmet İnönü. Outre Atatürk, il est le seul officier de l'armée turque à porter le titre de maréchal. Il est également le premier chef d'état-major de la république.

## Biographie
Ses parents l’envoient à l'école à partir de l'âge de cinq ans. Après avoir reçu son diplôme de l'École militaire de Kuleli à Constantinople, il entra à l'École militaire de Pangalti le 29 juin 1893 et ressort de cette école avec le grade de capitaine avant de rejoindre l'armée impériale ottomane. Il fut envoyé dans les Balkans afin de participer à la lutte contre les bandes armées albanaises et serbes. Il devint colonel en 1907 et fut nommé au Kosovo afin de lutter contre l'insurrection albanaise en 1910.
Il participa aux guerres balkaniques et à la Première Guerre mondiale et servit aux fronts de Dardanelles, du Caucase, de Syrie et de Palestine. C'est à la bataille des Dardanelles qu'il travailla avec Atatürk pour la première fois.

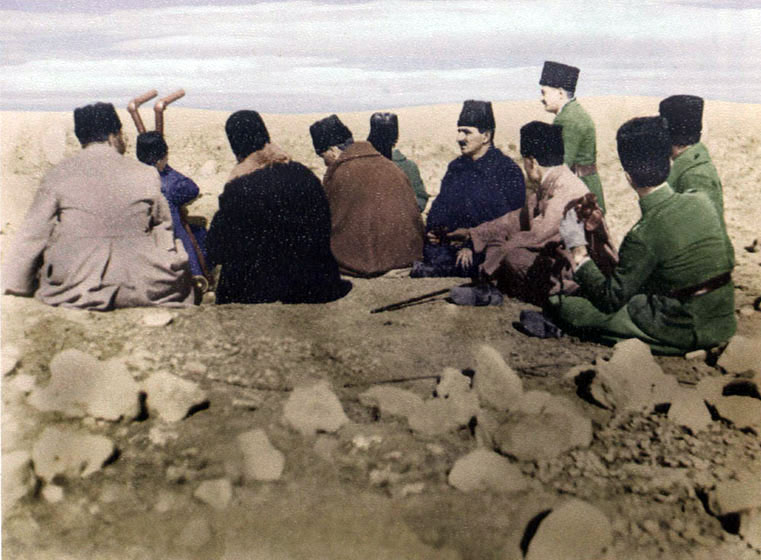
Bataille de la Sakarya, le 10 septembre 1921. Fevzi, Mustafa Kemal, İsmet et Hayrullah.

Après la défaite et la signature de l'armistice de Moudros, il devint le chef d'état-major de l'armée ottomane (24 décembre 1918-14 mai 1919) et ministre de la Guerre (février-avril 1920). Pendant ce temps-là, il aida le transfert secret de l'armement au mouvement nationaliste dirigé par Mustafa Kemal Atatürk. Il démissionna de son poste en avril 1920 et se rendit en secret au centre du mouvement nationaliste, à Ankara. Avec l'établissement de la Grande Assemblée nationale de Turquie le 23 avril 1920, il devint député de Kozan et ministre de la Défense le 3 mai 1920. Il fut nommé premier ministre le 24 janvier 1921 et conserva ce poste jusqu'au 9 juillet 1922. Il devint aussi le chef d'état-major de l'armée turque le 3 août 1921. À la suite de la victoire d'août-septembre 1922 sur l'armée grecque, la Grande Assemblée nationale de Turquie lui donna le titre de maréchal.
Il devint député de Constantinople en 1923 mais quitta son siège en raison de la loi du 3 mars 1924 interdisant aux officiers de l'armée d'exercer un mandat politique. En raison de cette loi, Mustafa Kemal Atatürk et İsmet İnönü, président de la République et Premier ministre respectivement, avaient démissionné de l'armée pour rester dans la carrière politique. Mais Fevzi Çakmak préféra poursuivre sa carrière militaire.
Sous les présidences de Mustafa Kemal Atatürk et d'İsmet İnönü, il garda le poste de chef d'état-major, mais fut finalement mis à la retraite le 12 janvier 1944 en raison de son âge. Il prit cela très mal et soutint jusqu'à sa mort les partis politiques d'opposition contre İnönü. Il participa au Parti démocrate et fut élu député d'Istanbul le 5 août 1946. Il démissionna de ce parti et devint le chef de Millet Partisi le 19 juillet 1948, plus proche des conservateurs. En raison de sa vie privée marquée par la pratique religieuse, son souvenir est surtout revendiqué par les islamistes en Turquie. D'ailleurs, ses funérailles en 1950 sont qualifiées de première grande manifestation politique islamiste de l'ère républicaine[réf. nécessaire]. Il fut enterré au cimetière d'Eyüp, sur la rive européenne d'Istanbul. 

## Distinctions
- Ordre du Médjidié